# دریای غوربند
دریای غوربند یکی از دریاهای افغانستان است که در ولسوالی غوربند ولایت پروان واقع شده‌است.